# CardioPad
Le CardioPad est une tablette tactile qui possède des applications embarquées à usage médical. La tablette inventée au Cameroun par l'ingénieur en système informatiques Arthur Zang, enregistre et analyse l’activité cardiaque d’un patient pour les transmettre à un spécialiste qui produira un diagnostic. Le CardioPad est conçu pour les populations éloignées.  

## Fonctionnement
La tablette présente les fonctions suivantes :
- examens ECG (acquisition du signal sur le patient, numérisation, traitement, affichage et impression du rapport d’examen) ;
- transmission à distance et par le réseau GSM des résultats des examens aux cardiologues ;
- présentation sur une interface ;
- stockage des informations et notifications, dans une base de données SQL ;
- monitoring à distance.

## Accueil
Cette invention équipe quelques hôpitaux et reçoit une bonne couverture médiatique bonne presse,,. Le Cardiopad a été exposé au Forum sanitaire de Genève en Suisse, lors de la rencontre internationale consacrée aux innovations en matière de soins de santé, qui s’est déroulée les 19 au 21 avril 2016.

## Historique
L'idée de créer une tablette médicale est née en 2009. Zang, à l'époque, était encore un étudiant en informatique à l’école polytechnique de Yaoundé.
Himore Medical, l’entreprise lancée par Arthur ZANG, commence la vente de sa tablette Cardio Pad, en janvier 2016.
Monté au Cameroun, les premiers kits sont mis en vente pour 3 299 USD (2 075 000 Fcfa). Ceci survient 5 ans après sa présentation au grand public en 2011, et après des prestigieux prix Rolex et du prix d’excellence du Chef de l’Etat du Cameroun.
Le projet bénéficie de plusieurs sources de financement. Le kit est assemblé au Cameroun.